# Gertraud Jesserer
Gertraud Jesserer (Vienna, 13 dicembre 1943 – Vienna, 4 dicembre 2021) è stata un'attrice austriaca.
È morta il 4 dicembre 2021 all'età di 77 anni nell'incendio della sua casa a Vienna.

## Filmografia parziale

### Cinema
- Eva. Confidenze di una minorenne (Die Halbzarte), regia di Rolf Thiele (1959)
- Das Erbe von Björndal, regia di Gustav Ucicky (1960)
- Das hab ich von Papa gelernt, regia di Axel von Ambesser (1964)
- Lautlos, regia di Mennan Yapo (2002)

### Televisione
- Der Kaufmann von Venedig (Il mercante di Venezia), regia di Otto Schenk – film TV (1968)
- Il commissario Rex (Kommissar Rex) – serie TV (2008-2011)
- Non con me tesoro (Nicht mit mir, Liebling), regia di Thomas Nennstiel – film TV (2012)